# Ajtos
Ajtos [ˈajtos] (bulgarisch Айтос, andere Schreibweisen Aitos und Aytos) ist eine Stadt in Südost-Bulgarien in der Provinz Burgas und Zentrum einer gleichnamigen Gemeinde. Sie ist die einzige Stadt in Südostbulgarien mit einem Zoo.

## Lage
Ajtos liegt am südlichen Fuß des östlichen Balkangebirges. Während die südlichen Stadtteile in der Burgasebene, bzw. in der Ajtosebene liegen, befinden sich das Zentrum und die nördlichen Stadtteile in den Ausläufern des Bergmassiv Ajtoska planina, der Teil des Balkangebirges ist. Durch die Stadt fließt der gleichnamige Fluss. Ajtos ist an das bulgarische Schienennetz angeschlossen und liegt in der Nähe des Schwarzmeerhafens Burgas sowie der Autobahn Thrakja.

## Archäologie und Geschichte
Ajtos war schon seit der Antike besiedelt, dazu gibt es jedoch keine schriftlichen Quellen, nur archäologische Spuren. 1953 wurde in Ajtos ein Schatzfund von 15 Silbermünzen aus Apollonia aus der Zeit von 330 bis 320 v. Chr. gefunden, 1933/34 ein weiterer mit 152 Bronzemünzen der 2. Hälfte des 4. Jahrhunderts v. Chr. Im Stadtzentrum von Ajtos wurden 1972 Siedlungsspuren thrakischer Zeit gefunden, darüber lag eine römisch-kaiserzeitliche Schicht. Darauf wurde in frühbyzantinischer Zeit im 5./6. Jahrhundert eine kleine rechteckige Befestigung von knapp 5500 m2 errichtet.
Aus Ajtos kommt eine lateinische Bauinschrift des Kaisers Markian (450–457). Der gleiche Block wurde im 9. Jahrhundert wiederverwendet, auf ihm finden sich Reste einer griechischen Bauinschrift von 870/1.
Im Mittelalter lag Ajtos an einer strategisch wichtigen Kreuzung: eine Straße führte in nordsüdlicher Richtung durch den naheliegenden Ajtos-Pass und das östliche Balkangebirge und verband die Donautiefebene mit Konstantinopel, die weitere führte in ost-westlicher Richtung und verband das thrakische Hinterland mit der Schwarzmeerküste bei Anchialos und Develtum.
Am Rande von Ajtos befindet sich auf einem etwa 180 m hohen Berg eine Festung, deren erste Bauphase aus dem 5./6. Jahrhundert stammt, eine weitere Bauphase wird ins 13.–14. Jahrhundert datiert. Für diese Burg und die Siedlung ist im Mittelalter den Namen Aetos (altgriechisch Ἀετός, dt. Adler) überliefert.
Die Gegend von Ajtos gehörte seit dem frühen 8. Jahrhundert zum bulgarischen Reich.
Der arabische Geograph al-Idrisi erwähnt im 12. Jahrhundert die starke Festung und die Handelsstadt unter dem Namen Aytūqastrū.
1279 wurde die Stadt von dem General Michael Glabas Tarchaniotis für Byzanz erobert. 1330 ging die Stadt zu Andronikos III. über, 1332 zog der bulgarische Zar Iwan Alexander von Aetos aus gegen Andronikos III. Im Winter 1366/67 wurde hier Antonio Visconti, ein Gefolgsmann des Amadeus VI. von Savoyen, gefangen gehalten.
1371 wurden Stadt und Festung von den Osmanen unter Sultan Murad I. eingenommen. Im 17. Jahrhundert beschreibt Evliya Çelebi die Stadt in seinem Reisebuch Seyahatnâme unter den Namen Ajdos, Ajdos war in der osmanische Zeit Zentrum eines Gerichtsbezirks (Kaza) im osmanischen Sandschak Sliwen, der auch die ehemaligen Mineralbäder von Ajtos miteinschloss.
In der spätosmanische Zeit wurde Ajtos mehr und mehr zum Handelszentrum der Region. In dieser Zeit war Ajtos ein multi-ethnische Stadt mit jüdischen (Großteils aus Spanien vertriebenen sephardischen Juden), armenischen, bulgarischen und türkischen Vierteln. Geprägt von den Ideen der bulgarischen Wiedergeburt leiteten die Bulgaren den Kampf gegen die dominierende griechische Sprache in der Schule und Kirche. Die Bevölkerung von Ajtos nahm auch an die Unabhängigkeitskämpfe teil. Durch die Stadt verliefen wichtige Kommunikationskanäle und Waffenlieferungen der bulgarischen Untergrundorganisationen.
Während des Russisch-Türkischen Kriegs 1828/1829 wurde Ajtos am 13. Juli 1829 von russischen Truppen unter der Führung von General Fjodor Wassiljewitsch Ridiger besetzt, worauf die Stadt von General Hans Karl von Diebitsch in einen Stützpunkt von strategischer Bedeutung verwandelt wurde. Nach dem Friede von Adrianopel 1829 sammelte sich bis zu 100.000 Bulgaren aus den Regionen Burgas, Stara Sagora und Sliwen in der Ebene vor Ajtos und flohen mit den abziehenden russischen Streitkräfte nach Russland, wo sie sich vornehmlich in Bessarabien niederließen.
Im Zuge des Russisch-Osmanischen Krieges von 1877/78 endete 1878 formal die osmanisch-türkische Herrschaft über der Stadt. Nach dem Berliner Kongress wurde Ajtos als Zentrum einer Okoljia im Department Burgas jedoch erneut Teil des Osmanischen Reiches und in die autonome Provinz Ostrumelien bis zu derer Vereinigung 1885 mit dem Fürstentum Bulgarien eingegliedert.
Nach dem Ersten Balkankrieg 1912–1913 wurde Ajtos von Flüchtlingen (Thrakische Bulgaren) aus Ost-, und Westthrakien überflutet. Aus den Flüchtlingslagern dieser Zeit entstanden die heutigen Stadtviertel „Chisarja“ und „Strandscha“.
Ein Teil der türkisch-moslemischen Bevölkerung wanderte Ende der 1980er Jahre im Zuge der Bulgarisierungskampagne in die Türkei aus.

## Berühmte Söhne und Töchter
- Ivana (* 1969), Popfolk-Sängerin
- Filip Kutew (1903–1982), Komponist und Dirigent